# Henry Selick
Charles Henry Selick (n. Glen Ridge, Nueva Jersey; 30 de noviembre de 1952) es un director, productor, guionista y animador estadounidense. Es más conocido por dirigir las películas de stop motion The Nightmare Before Christmas (1993), James and the Giant Peach (1996) y Coraline (2009). Estudió el Instituto de las Artes de California, bajo la orientación de Jules Engel.

## Primeros años de vida
Selick nació en Glen Ridge, Nueva Jersey, hijo de Melanie (née Molan) y de Charles H. Selick. Fue criado en Rumson. Selick dibujó entre los 3 y los 12 años. Su fascinación por la animación llegó cuando era pequeño, al ver la película de animación en stop motion de Lotte Reiniger: Las aventuras del príncipe Achmed y las criaturas animadas de Simbad y la princesa de Ray Harryhausen. Se graduó en el Instituto Rumson-Fair Haven en 1970.
Tras estudiar ciencias en la Universidad Rutgers de Nuevo Brunswick y arte en la Universidad de Syracuse y en Central Saint Martins de Londres, Selick finalmente se matriculó en el Instituto de las Artes de California (CalArts) para estudiar animación. Sus dos películas como estudiante: Phases y Tube Tales, fueron nominadas a los Student Academy Awards.

### Disney
Después de sus estudios académicos, fue a trabajar para Walt Disney Studios como "tweening" y animador en películas como Pete's Dragon y The Small One. Se convirtió en animador a cargo de Glen Keane en The Fox and the Hound. Durante la etapa en Disney, conoció y trabajó con animadores como Tim Burton, Rick Heinrichs, Jorgen Klub, Brad Bird, John Musker, Dan Haskett, Sue y Bill Kroyer, Ed Gombert y Andy Gaskill. Años después, afirmó que había aprendido y mejorado conocimientos de dibujo, animación y narración gracias a la leyenda de Disney Eric Larson.

### Trabajo autónomo
Con una subvención de la National Endowment for the Arts, Selick consiguió hacer el cortometraje Seepage, que ganó un premio. Después, pasó varios años de manera autónoma en la Bay Area, dirigiendo anuncios publicitarios que siguen siendo famosos, para Pillsbury Doughboy y Galletas Ritz, y secuencias del largometraje animado de John Korty, Twice Upon a Time. También creó el storyboard de secuencias de fantasía para Walter Murch en el Return to Oz (Oz, un mundo fantástico) y Nutcracker: The Motion Picture de Carroll Ballard (con diseños de Maurice Sendak). Cuando creó una aclamada serie de MTV y un premiado capítulo piloto de seis minutos para una serie de animación llamada Slow Bob in the Lower Dimensions, Selick llamó la atención del director Tim Burton, quien había conocido en CalArts, y fue catapultado como director.

### Pesadilla antes de Navidad (1993)
Selick debutó en el largometraje en 1993 en la producción de Burton, The Nightmare Before Christmas (Pesadilla antes de Navidad), el primer largometraje en stop-motion de un gran estudio norteamericano. Si bien la película tuvo un éxito modesto en taquilla, recibió aclamaciones críticas y finalmente obtuvo la condición de seguidores de culto. Pesadilla antes de Navidad fue nominada al premio Academy Award a los mejores efectos visuales y ganó el premio Annie de la International Animated Film Society, a la mejor supervisión creativa, superando a El rey león.

### James y el melocotón gigante (1996)yMonkeybone (2001)
En 1996, Selick siguió con un segundo largometraje, James and the Giant Peach (James y el melocotón gigante), su adaptación de stop-motion en directo del libro clásico infantil de Roald Dahl. La innovadora película obtuvo una amplia aclamación crítica (Richard Schickel, de la revista Time, dijo que era incluso mejor que el libro), y ganó el primer premio para una largometraje de animación en Festival Internacional de Cine de Animación de Annecy, en 1997, a pesar de los bajos ingresos en taquilla.
La tercera historia de Selick fue Monkeybone, una animación en directo de stop-motion de una adaptación de un cómic underground. La película fue un fracaso tanto comercial como crítico.

### Life Aquatic (2004)yMoongirl (2005)
Después de desarrollar la animación con stop-motion del largometraje de Wes Anderson The Life Aquatic with Steve Zissou, Selick se incorporó al estudio de animación LAIKA de Portland, en Oregón, a mediados de 2004 como director supervisor del desarrollo de largometrajes. Tras formar parte de LAIKA, Selick dirigió su primera película de animación generada por ordenador, el premiado cortometraje Moongirl, inspiración del libro infantil con el mismo nombre de Candlewick Press.

### Coraline (2009)
El primer largometraje de Selick con LAIKA fue Coraline, basada en la novela Coraline del aclamado autor Neil Gaiman, y publicada en 2009. Fue la primera película de animación en movimiento estereoscópico. La película recibió críticas generalmente positivas por parte de los expertos. Coraline fue nominada a los premios de la Academia, a BAFTA y los Globos de Oro, ambos como mejor película animada.

### Trabajo con Pixar y presente
Selick dejó LAIKA en 2009. En 2010, Selick se unió con Pixar y The Walt Disney Company con un contrato a largo plazo para producir exclusivamente películas de cine en animación stop motion. Esto no sólo hizo que Selick volviera a sus orígenes, sino que también lo reunió con antiguos amigos y coanimadores. Su nuevo estudio, llamado "Cinderbiter Productions", fue descrito por él mismo como "una nueva empresa de stop motion que tiene como mandato hacer películas fantásticas y terroríficas para jóvenes con equipos pequeños y unidos que se apoyan entre ellos. " 
Selick y la primera película acordada con Cinderbiter, fue un proyecto llamado ShadeMaker y se publicó el 4 de octubre de 2013. En agosto de 2012, se supo que Disney había dejado de producir con el proyecto, diciendo que, a causa de "un punto de vista creativo y de programación, la pelicula no estaba como debería estar para ser lanzada a la fecha prevista". Selick tuvo entonces la opción de comprar el proyecto a otro estudio.
En 2011, The Shadow King dio luz verde para producirse. Después de haber invertido 50 millones de dólares, y debido a preocupaciones no especificadas sobre los costes y beneficios futuros, Walt Disney Pictures canceló el proyecto en agosto de 2012, permitiendo a Selick comprar el proyecto en otros estudios. En febrero de 2013, en un comunicado de prensa, Selick informó que K5 International gestionaría las ventas en el Festival Internacional de Cine de Berlín. No se sabe cuándo se realizará la película. En agosto de 2016, un representante de Selick dijo que la película "estaba de vuelta", mientras que Selick continuó trabajando en sus otros dos proyectos: A Tale Dark y Grimm, y Wendell y Wild.
El 28 de abril de 2012, se anunció que Disney había optado por los derechos de la novela de Neil Gaiman, The Graveyard Book (El libro del cementerio). Más tarde ese mismo día, se anunció que Selick dirigiría la película una vez finalizado el trabajo en ShadeMaker. En ese momento no se supo si la adaptación sería de acción en directo o de stop motion. Después que el estudio y Selick se quedaran a medias en la planificación y el desarrollo, se anunció en enero de 2013 que Ron Howard dirigiría la película.
El 16 de octubre de 2013, se anunció que Selick trabajaría en una adaptación en directo de la novela infantil de Adam Gidwitz, A Tale Dark and Grimm.
El 3 de noviembre de 2015, se informó que Selick desarrollaría Wendell y Wild, una nueva obra de stop motion con Jordan Peele y Keegan-Michael Key basada en una historia original de Selick. En 2018, la película fue recogida por Netflix.
En junio de 2017, Selick dijo que dirigiría el piloto y los episodios posteriores de una adaptación de TV de Little Nightmares producida por Russo Brothers. La fecha de lanzamiento de esta adaptación no se reveló.

## Estilo y temperamento creativo
Joe Ranft, amigo de Selick y alguna vez colaborador, afirmó en 1999 en una entrevista para la revista Salon que Selick tenía un temperamento entre "rock 'n" roll  y Da Vinci ". En palabras de Ranft: "Él irá a su oficina a tocar la guitarra o el piano eléctrico para liberarse y pensar", pero al mismo tiempo Selick actúa científicamente. "Logra una premisa escandalosa, que proviene de un verdadero lugar idílico, y después se aproxima a la estética como un ingeniero mecánico: ¿Qué podemos construir sobre este fundamento, ¿cómo lo podemos afrontar? Si tenemos un tiburón mecánico, ¿cómo puede matar? ¿Disparará cosas por el hocico? Ranft dijo que Selick tiene un poder extraño: "Puede articular cosas mediante la animación que la gente no podría describir de otra manera".

## Filmografía como director

### Cine
- The Nightmare Before Christmas (1993)
- James and the Giant Peach (1996)
- Monkeybone (2001)
- Coraline (2009)
- Wendell & Wild (2022)

### Cortometrajes
- Tube Tales
- Phases (1977, ejercicio de estudiante en el California Institute of the Arts)
- Seepage (1981)
- Slow Bob in the Lower Dimensions (1991, para la televisión)
- Moongirl (2005, la primera animación por computadora de Selick)

## Otras participaciones
- The Watcher in the Woods (1980): diseñador del alien
- The Fox and the Hound (1981): animador (no incluido en los títulos de crédito)
- Twice Upon a Time (1983): director de secuencias
- Oz, un mundo fantástico (1985): dibujante de storyboards
- The Life Aquatic with Steve Zissou (2004): técnico de efectos visuales

## Premios y distinciones
Premios Óscar
| Año  | Categoría                   | Película | Resultado |
| ---- | --------------------------- | -------- | --------- |
| 2010 | Mejor película de animación | Coraline | Nominado  |